# Luis Herrera de la Fuente

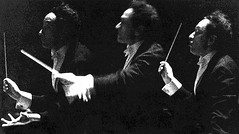
Dirigint l'Orquestra Simfònica Nacional de Mèxic a la ciutat de Monterrey l'any 1970.

Luis Herrera de la Fuente   (Ciutat de Mèxic, 25 d'abril de 1916 - Ciutat de Mèxic, 5 de desembre de 2014) va ser un director d'orquestra, violinista i compositor mexicà.

## Biografia
Herrera de la Fuente va estudiar composició amb Estanislao Mejía i José F. Vázquez, piano amb Santos Carlos, violí amb Luis G. Saloma i cant amb David Silva a la facultat de música de la Universitat Nacional Autònoma de Mèxic (UNAM). A més, va prendre classes particulars de piano amb Carlos del Castillo i composició amb Rodolfo Halffter. Va començar a formar-se com a director a Mèxic i Itàlia amb Sergiu Celibidache i va continuar amb Hermann Scherchen a Zuric.
Després va treballar al Instituto Nacional de Bellas Artes en el camp del folklore i la música colonials i va supervisar programes musicals en ràdio i televisió. El 1945 va fundar l'Orquestra de Càmera de Ràdio Universitat, el 1952 l'Orquestra de Càmera de Belles Arts; i del 1958 al 1976 va dirigir l'Orquestra Simfònica Nacional, amb la qual va actuar als Estats Units, Canadà i Europa.
A més de la seva tasca com a director d'orquestra, va ser director del Festival Internacional de Música de Morelia. Va fundar el Coro Nacional de Mèxic i el 1992 una fundació amb el propòsit de gravar totes les obres simfòniques de Mèxic en enregistraments. El 1995 va fundar l'Orquestra Simfònica Juvenil de l'Estat de Veracruz, el 2002 l'Institut Superior de Música de Veracruz. El 2005 va ser nomenat director emèrit de l'Orquestra Filharmònica de la Ciutat de Mèxic.
El 1962, Herrera de la Fuente va ser jurat del primer Concurs Internacional de Piano Van Cliburn i, el 1964, va ser jurat del Concurs de Txaikovski a Moscou. El 1971 es va convertir en cavaller de l'Ordre belga de Leopold. A Mèxic va rebre el Premi Nacional de Ciències i Arts el 2005, entre molts altres premis. La Universitat de les Amèriques i la Universitat d'Oklahoma li van atorgar els doctorats honoris causa.

## Obra
- Sonata para piano, 1946
- Preludio a Cuauhtémoc, 1960
- Sonata para violoncello solo, 2004
- Divertimento No.1 per a orquestra de cambra
- Dos movimientos para orquesta
- Sonata para cuerdas
- Cuarteto para cuerdas
- Divertimento per a orquestra de corda i quartet de corda obligatori
- Fronteras, Ballet, 1956
- La Estrella y la Sirena, Ballet.